# Turkish Aerospace Industries
Die Turkish Aerospace Industries (türkisch Türk Havacılık ve Uzay Sanayii A.Ş.) – abgekürzt mit TAI oder TUSAŞ – ist ein staatlicher türkischer Luft- und Raumfahrtkonzern mit Hauptsitz in Ankara.
Im Jahr 2018 lag Tusaş laut der amerikanischen Sightline Media Group in der Weltrangliste auf Platz 64, gemessen am Vorjahres-Umsatz im Rüstungssektor, und war damit das zweitgrößte Rüstungsunternehmen der Türkei hinter Aselsan. Für 2024 liegt Tusaş auf Rang 50.

## Geschichte
Die „Türk Havacılık ve Uzay Sanayii Anonim Ortaklığı A.Ş.“ (TUSAŞ) wurde auf Basis des türkischen Handels- und ausländischen Investitionsgesetzes durch das Ministerium für Wissenschaft, Industrie und Technologie am 15. Mai 1984 gegründet mit dem Ziel, die Abhängigkeit in Sachen Fluggeräte zu minimieren. Der erste Auftrag war die Einflottung der neuen F-16-Flugzeugen für die türkischen Luftstreitkräften. Sie musste die Systemintegration bei den Flugzeugen und Testflüge durchführen. 1984 haben sich die beiden amerikanischen Firmen Lockheed Martin und General Electric zu 43 % bzw. 8 % an der TUSAŞ beteiligt. Lockheed Martin hat dafür die Tochtergesellschaft Lockheed Martin of Turkey in der Türkei gegründet. Danach verlor die türkische Regierung, die noch zu 50 % beteiligt war, an Einfluss. Bald bemerkte man, dass die Regierung der Türkei und die beiden US-amerikanischen Unternehmen oft Unstimmigkeiten haben. Folglich hatte die TUSAŞ zwischen 1984 und 2005 lediglich den Auftrag, den Großteil des Rumpfs der F-16 zu produzieren.
2005 kauften türkische Firmen und Privatpersonen die Beteiligungen der amerikanischen Firmen. Einen Monat später wurde die Firma umstrukturiert und neu ausgerichtet. Die Eigentümer einigten sich darauf, dass der Rüstungskonzern wieder dem heutigen Ministerium für Industrie und Technologie untergeordnet werden soll. Auch soll die Firma ein staatliches Unternehmen werden.
2016 wurde das Unternehmen nochmals neu ausgerichtet. Von nun an verfolgt die TUSAŞ folgende Ziele:
- Alle Fluggeräte, die die Türkei braucht, selber herzustellen (Unabhängigkeit vom Ausland gewährleisten)
- Das Entwickeln und Bauen eines kompletten (Kampf-)Flugzeuges (Aneignen von Know-how, vor allem für Triebwerke)
- Darüber hinaus den Verkauf von eigenem Fluggerät zu fördern und den Anteil am Weltmarkt auf 5 % zu steigern

Das Unternehmen erfüllt europäische, amerikanische und globale Qualitätsstandards in der Erstellung seiner Waren und Dienstleistungen, u. a.: NATO AQAP-110, ISO 9001:2000, AS EN 9100 und AECMA-EASE.

### Terroranschlag 2024
Am Mittwoch, 23. Oktober 2024 kamen bei einem Bombenanschlag auf den Hauptsitz der TAI in Kahramankazan, einem Stadtbezirk von Ankara, laut Innenminister fünf Menschen ums Leben, 22 wurden verletzt. Um 16 Uhr Ortszeit (UTC+3) gab es eine Explosion, bis 17:30 Uhr fielen Schüsse; zwei Terroristen wurden getötet. Am 25. Oktober 2024 reklamiert die Arbeiterpartei Kurdistans (PKK) den Anschlag für sich, ausgeführt durch ein autonomes Team des „Unsterblichkeitsbataillons“ der HPG, des militärischen Arms der PKK. „Laut Experten setzt die türkische Regierung Drohnen des Unternehmens [TAI] im Kampf gegen die PKK ein.“ Die PKK sieht ihre Angriffe als Selbstverteidigung gegen die Menschenrechtsverletzungen gegen Kurden in der Türkei sowie die völkerrechtswidrigen Angriffe der Türkei auf Kurdendörfer in Nordsyrien und im Nordirak. Noch in der Nacht des Anschlags flog die türkische Luftwaffe einen weiteren solchen Angriff und tötete dabei nach eigenen Angaben 59 Menschen.

## Programme und Produkte

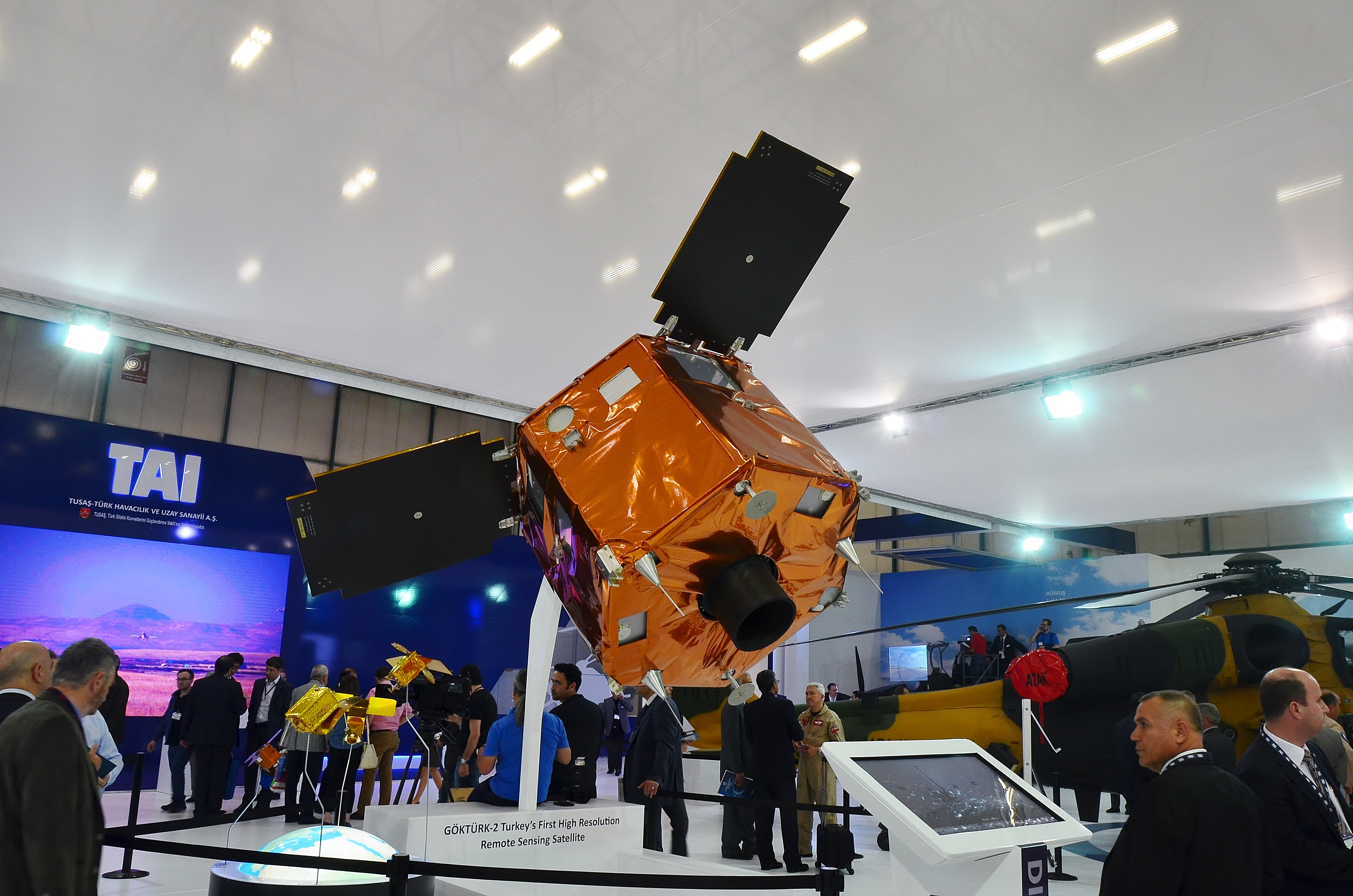
Modell des Aufklärungs- und Militärsatelliten Göktürk-2

### Abgeschlossene Programme/Produkte
Das Unternehmen endmontierte und produzierte die folgenden Luftfahrzeuge:
- 152 F-16C/D in der Konfiguration: Block 30/40 für die Türkische Luftwaffe (Peace Onyx I – das Programm beinhaltete die selbstständige Produktion von 70 % der Außenhülle der Maschinen)
- 80 F-16C/D in der Konfiguration Block 50 für die Türkische Luftwaffe (Peace Onyx II)

Des Weiteren:
- 46 F-16 für die Ägyptische Luftwaffe
- 34 Agusta SF-260D – einmotorige Trainingsflugzeuge für die Türkische Luftwaffe
- 59 CASA CN-235 – leichte Transportflugzeuge für die türkischen Streitkräfte; das Programm beinhaltet drei Flugzeuge für die Marine und sechs für die Küstenwache.
- 28 Cougar AS 532 – Hubschrauber für SAR und die türkische Armee.

Auch wurden die vier Luftraumüberwachungsflugzeuge Boeing 737 AEW&C durch die TAI bearbeitet. Sie hatte in dem mehrere Milliarden Dollar teuren Projekt der türkischen Luftwaffe als Systemintegrator agiert und die elektrischen Systeme der Boeing-Flugzeuge installiert.

### Programme/Produkte

#### TAI als Zulieferer
TAI ist Zulieferer für Flugzeugtypen der Unternehmen Airbus, Boeing, CASA und Lockheed Martin. Es werden Komponenten für die Airbus-A320- und A350-Familie sowie für die A400M, außerdem Teile für die Boeing 737/747/777 und Lockheed Martins F-16 hergestellt. TAI produziert insbesondere Querruder, Störklappen, Flugzeugrümpfe und Notausgänge sowie die Innen- und Außenbeleuchtung von Flugzeugen.

#### Eigene Weiterentwicklungen

##### Flugzeuge
Hürkuş ist ein Programm zur Entwicklung eines Trainingsflugzeugs, das im März 2006 gestartet wurde. Mittlerweile sind drei Versionen des Typs verfügbar – Hürkuş-A, Hürkuş-B und Hürkuş-C. Die Variante A ist das Basismodell, die Modelle B und C wurden mit zusätzlichen Funktionen ausgestattet.
Die TAI entwickelt zurzeit ein eigenes Kampfflugzeug (TAI Kaan) sowie einen Jettrainer (TAI Hürjet).

##### Hubschrauber
TAI hat 2010 das Programm zur Entwicklung eines Hubschraubers gestartet, der die Bell UH-1H der Luftstreitkräfte ersetzen soll. Ab 2021 soll die Serienproduktion beginnen und bei Polizei und Militär eingesetzt werden. Vom Gökbey soll es mehrere Versionen geben, so zum Beispiel eine Version mit medizinischer Ausstattung.

##### Unbemannte Luftfahrzeuge
Mit den Unbemannten Luftfahrzeugen (UAV) Anka, Aksungur, Şimşek und Turna hat TAI vier Drohnen entwickelt, die von den türkischen Streitkräften genutzt werden. Das neuste Produkt ist die Aksungur, welche ein höheres Startgewicht besitzt und eine höhere Reichweite sowie geringeren Treibstoffverbrauch als die Vorgängermodelle aufweisen soll.

#### Zusammenarbeiten mit anderen Herstellern

##### Hubschrauber
Der – laut Unternehmensangaben – allwettertaugliche Kampfhubschrauber ATAK wurde zusammen mit dem italienischen Hersteller AgustaWestland (heute: Leonardo S.p.A.) und der Aselsan entwickelt, wobei hauptsächlich die beiden türkischen Firmen TAI und Aselsan an der Entwicklung beteiligt waren. Der Hubschrauber wird vom türkischen Militär benutzt, Aserbaidschan und Pakistan haben das Modell bestellt.

##### Satelliten
TAI war an der Entwicklung der Satelliten Göktürk-1, Göktürk-2, Türksat-6A und Small-GEO beteiligt. Die ersten beiden sind Überwachungssatelliten, die Türksat-6A und die Small-GEO Kommunikationssatelliten.